# 277-я пехотная дивизия (вермахт)
277-я пехотная дивизия (нем. 277. Infanterie-Division) — тактическое соединение сухопутных войск вооружённых сил нацистской Германии, пехотная дивизия 22-й волны мобилизации.

## История
Формирование дивизии началось ещё 22 мая 1940 в рамках 10-й волны мобилизации для помощи немецким войскам во Франции, однако после капитуляции Франции формирование было остановлено. Возобновился набор в дивизию в 1943 году: 17 ноября в рамках 22-й волны мобилизации начался набор добровольцев.
Дивизия базировалась в Хорватии, где проводила учения. Летом 1944 года она участвовала в отражении наступления союзников в Нормандии и даже успела поучаствовать в «Вахте на Рейне». В августе 1944 года была разгромлена и полностью уничтожена войсками союзников.
Правопреемницей дивизии считается 277-я народная пехотная дивизия (нем. 277. Volksgrenadier-Division), сформированная 4 сентября 1944 в Венгрии из солдат 574-й народной пехотной дивизии. Эта дивизия участвовала на дальнейших этапах Арденнского наступления в составе 1-го танкового корпуса СС и сдалась в середине апреля 1945 года после Рурского сражения.

## Структура

### 1943
- 989-й пехотный полк (1-й и 2-й батальоны)
- 990-й пехотный полк (1-й и 2-й батальоны)
- 991-й пехотный полк (1-й и 2-й батальоны)
- 277-й артиллерийский полк (1—4-е батальоны)
- 277-й отряд стрелков
- 277-й батальон сапёров
- 277-й пехотный разведывательный отряд
- 277-й резервный батальон

### 1944
- 989-й пехотный полк (1-й и 2-й батальоны)
- 990-й пехотный полк (1-й и 2-й батальоны)
- 991-й пехотный полк (1-й и 2-й батальоны)
- 277-й артиллерийский полк (1—4-е батальоны)
- 277-я рота стрелков
- 277-й противотанковый отряд
- 277-й батальон сапёров
- 277-й пехотный разведывательный отряд